# Public Investment Fund

Logo des Public Investment Fund

Der Public Investment Fund (PIF; arabisch صندوق الاستثمارات العامة, DMG Ṣundūq al-Istiṯmārāt al-ʿāmma ‚Öffentlicher Investmentfonds‘) ist ein Staatsfonds von Saudi-Arabien. Er gehört zu den größten Staatsfonds der Welt mit einem geschätzten Gesamtvermögen von 925 Milliarden US-Dollar (2024). Er wurde 1971 zum Zweck der Geldanlage im Auftrag der Regierung von Saudi-Arabien gegründet. Nachdem er anfangs eine konservative Anlagepolitik betrieb und vorwiegend Kredite für nationale Entwicklungsprojekte zur Verfügung stellte, ist er inzwischen zu einem globalen Investor geworden. Die Regierung plant im Rahmen ihres Entwicklungsplans Vision 2030, den Public Investment Fund zum größten Staatsfonds der Welt aufzubauen.
Der Fonds hat seinen Hauptsitz in Riad. Der aktuelle Vorsitzende ist der saudische Kronprinz Mohammed bin Salman, der maßgeblich Einfluss auf seine Entscheidungen nimmt.

## Geschichte
Der Public Investment Fund wurde 1971 durch ein königliches Dekret gegründet, um Projekte von strategischer volkswirtschaftlicher Bedeutung zu finanzieren. Seit seiner Gründung war der PIF der wichtigste Investitionszweig des Königreichs und spielte eine wichtige Rolle bei der Finanzierung bedeutender Projekte im Land, unter anderem in den Bereichen Erdölraffinerie, Düngemittel, Petrochemie und Elektrizität. Im Juli 2014 erteilte der Ministerrat dem PIF die Genehmigung, neue Unternehmen innerhalb und außerhalb des Königreichs unabhängig oder in Zusammenarbeit mit dem öffentlichen und dem privaten Sektor ohne vorherige Zustimmung des Rates zu finanzieren.
2015 wurde die Aufsicht über den Fonds vom Finanzministerium an den Rat für Wirtschaft und Entwicklung übertragen, der 2014 entstanden war. Nach diesen Änderungen ergriff der Verwaltungsrat Maßnahmen, um seine Anlagefähigkeiten zu verbessern und dem Fonds die Verwaltung eines breiteren Portfolios an aktuellen und neuen Vermögenswerten zu ermöglichen, um sicherzustellen, dass das Land seine Wirtschaft modernisieren kann und durch ausländische Investitionen unabhängig vom Ölpreis wird. Ziel ist es dabei, die staatlichen Ressourcen und die Wirtschaft zu diversifizieren und zur Erschließung strategischer Sektoren beizutragen.
Im Jahr 2022 wurde eine 4%ige Beteiligung an Saudi Aramco auf den PIF übertragen, was 2023 als Teil des Plans des Fonds, das verwaltete Vermögen bis 2025 auf über eine Billion Dollar zu erhöhen, wiederholt wurde. Die Aktien für die zweite 4 %ige Beteiligung im Jahr 2023 hatten einen Wert von rund 78 Mrd. US-Dollar. Mit diesem Schritt sollten die höheren Ölpreise genutzt werden, um die Expansion des PIF im Rahmen des übergeordneten Ziels der wirtschaftlichen Diversifizierung zu finanzieren.

## Investments
Ab 2015 tätigte der PIF eine Reihe von bedeutenden Investitionen, darunter im Juli 2015 den Erwerb einer 38-prozentigen Beteiligung an der südkoreanischen Posco Engineering & Construction Co. Im Juli 2016 erwarb der Fonds 5 % der Anteile am Unternehmen Uber. Gemeinsam mit dem japanischen Unternehmen Softbank ist der PIF am VisionFund beteiligt, der über 100 Milliarden US-Dollar in Technologieunternehmen investieren soll.
Im März 2016 wurde bekannt gegeben, dass das Eigentum an Saudi Aramco auf den PIF übertragen wird. Durch Verkauf von Anteilen soll der Public Investment Fund zum größten Staatsfonds der Welt aufgebaut werden.
Am 20. Mai 2017 kündigte der Public Investment Fund während des saudi-amerikanischen CEO-Forums, das Teil der offiziellen Reise von Präsident Donald Trump nach Saudi-Arabien war, Pläne an, 40 Milliarden US-Dollar in Infrastrukturprojekte zu investieren, hauptsächlich in den USA. Dabei wurden Deals mit verschiedenen US-amerikanischen Unternehmen abgeschlossen.
Am 31. Juli 2017 gab der PIF bekannt, dass er ein Projekt am Roten Meer anstoßen wird, bei dem über 50 Inseln erbaut werden, um 125 Meilen Küste freizulegen, an denen Luxus-Strandresorts gebaut werden sollen. Dies soll den Tourismus in Saudi-Arabien fördern. Neben dem PIF sollen auch private Investoren beteiligt sein.
Am 29. Januar 2019 hat Saudi-Arabien die Gründung einer geschlossenen Aktiengesellschaft mit dem Namen NEOM angekündigt. Das Ziel dieses Unternehmens, das sich zu 100 % im Besitz des Staatsfonds PIF befindet, ist die Entwicklung der neuen Wirtschaftszone Neom, für deren Entwicklung 500 Milliarden US-Dollar aufgebracht werden sollen.
Nach der Ermordung von Jamal Khashoggi im Jahr 2019 zahlte der Fonds monatlich 120.000 US-Dollar an ein New Yorker PR-Unternehmen, um diplomatischen Schaden für die saudische Regierung abzuwenden.
Im Oktober 2021 übernahm ein von dem Fonds angeführtes Konsortium 80 % des englischen Fußballklubs Newcastle United. Die Kaufsumme wurde mit knapp 350 Millionen Euro angegeben.
Im Januar 2022 wurde bekannt gegeben, dass die Savvy Games Group, die zu 100 % vom PIF besessen wird, die beiden Esports- und Gaming-Giganten ESL und FACEIT übernimmt.
Im November 2022 kündigte man ein Joint Venture mit Foxconn an, um unter der Marke „Ceer“ in Saudi-Arabien Elektroautos als Limousinen und SUV zu fertigen. Dabei soll Foxconn die Plattform bereitstellen und den Aufbau der Produktionsstätten in Saudi-Arabien übernehmen, der PIF übernimmt große Teile der Finanzierung, von BMW sollen Komponenten lizenziert werden. Als Absatzmärkte gelten der Nahe Osten und Nordafrika. Die Produktion könnte 2025 starten.
Im Februar 2023 erhöhte der Fonds seinen Anteil am japanischen Konsolenhersteller Nintendo und wurde damit zum größten Anteilseigner außerhalb Japans.
Im Juni 2023 übernahm der Fonds Mehrheitsanteile an den vier Fußballklubs Al-Ahli, Al-Hilal, Al-Nassr und Al-Ittihad. Weitere Fußballklubs wurden unter die Aufsicht von Regierungsbehörden und staatsnahen Institutionen gestellt. Das Ziel ist es dabei, die Saudi Professional League zu einer der zehn größten Fußballligen der Welt aufzubauen, um wirtschaftliche Potenziale im Sektor Sport und Unterhaltung zu erschließen.
PIF kooperiert mit der Association of Tennis Professionals (ATP), dem Verband der Profispieler im Herrentennis und der Women’s Tennis Association (WTA), der internationalen Vereinigung von Tennisspielerinnen und tritt als Sponsor bei mehreren Turnieren und Programmen auf.

## Kritik
Wegen der großen Intransparenz seiner Investments wurde der Fonds auch als „Black Box“ kritisiert; über seine genaue Funktionsweise ist wenig bekannt. Auch die Führung und der genaue Einfluss von Kronprinz Mohammed bin Salman ist unklar. Die inländischen Investitionen gehen in der Regel an Unternehmen im Besitz von Eliten mit langjährigen persönlichen Verbindungen zum saudischen Staat. Ebenso wird kritisiert, dass der Fonds Sportswashing betreibt.